# Estación de Tepic
Tepic fue una estación de trenes que se encuentra en Tepic, Nayarit.

## Historia
La estación fue construida sobre la línea troncal del Ferrocarril Sud-Pacífico de México, la cual estaba destinada a comunicar la frontera norte de Sonora, en la ciudad de Nogales, con la ciudad de Guadalajara. Esta compañía fue sucesora de la Compañía del Sud-Pacific Company y del Ferrocarril Cananea-Río Yaqui y Pacífico, por traspasos que se hicieron mediante una escritura el 24 de junio de 1909. En 1918 ya estaba construida la línea desde Nogales en Sonora, hasta La Quemada en Jalisco.